# Ségbeya
Ségbeya ist eine Ortschaft und Arrondissement im Departement Atlantique in Benin. Es ist eine Verwaltungseinheit, die der Gerichtsbarkeit der Kommune Kpomassè untersteht.

## Demografie und Verwaltung
Gemäß der Volkszählung von 2013 hatte das Arrondissement 4016 Einwohner, davon waren 1943 männlich und 2073 weiblich.
Es umfasst sechs Dörfer:
1. Atchakanmè
2. Danzounmè
3. Gbèfadji
4. Ségbeya-Akpoutouhoué
5. Ségbeya-Amonlè
6. Ségbeya-Zoundomè